# Gromore
Gromore az Amerikai Egyesült Államok északnyugati részén, Washington állam Yakima megyéjében elhelyezkedő önkormányzat nélküli település.